# St. Maria Magdalena (Braunschwende)

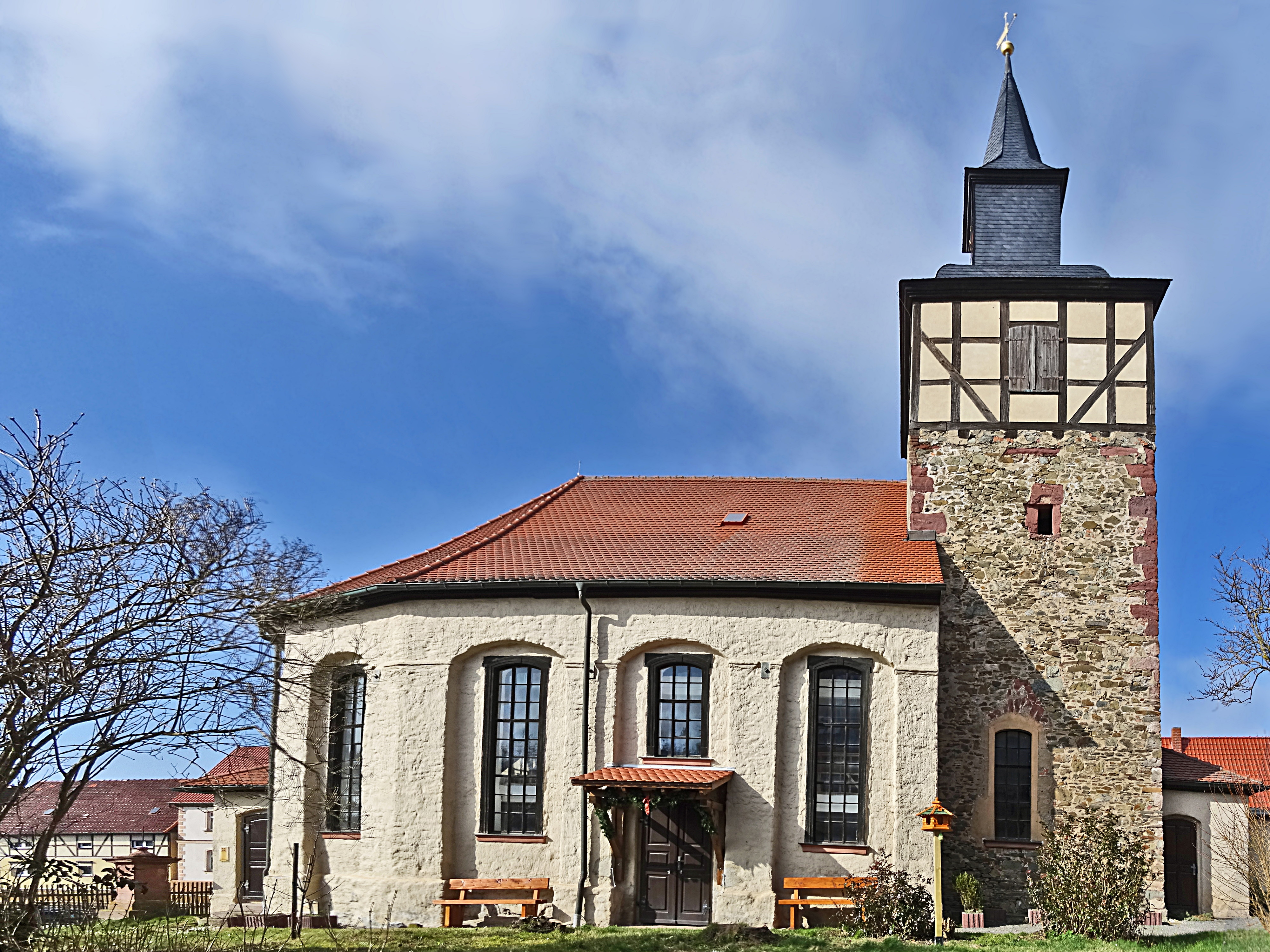
Kirche St. Maria Magdalena in Braunschwende

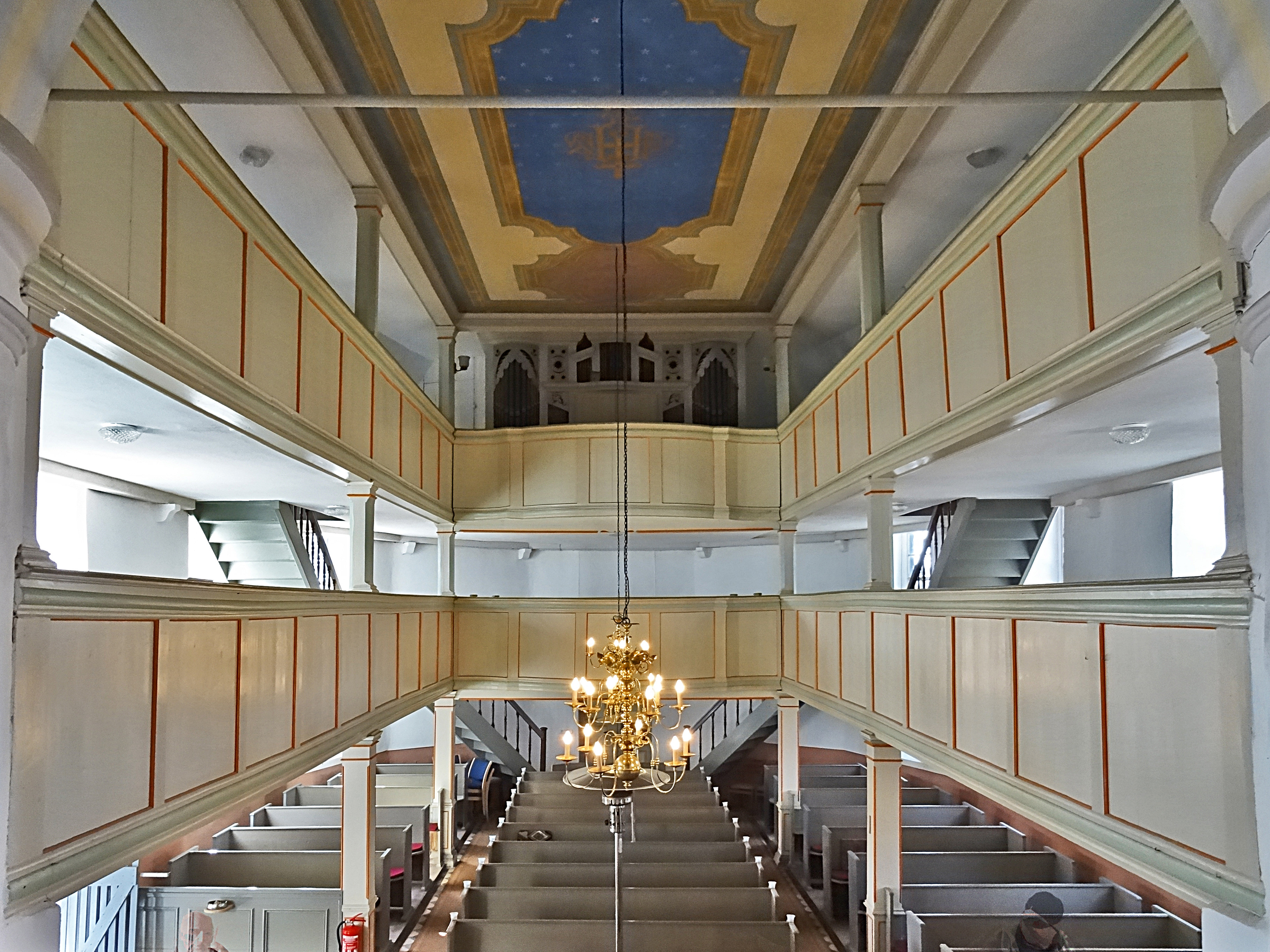
Innenansicht

Die evangelische Kirche St. Maria Magdalena steht in Braunschwende, einem Ortsteil der Stadt Mansfeld im Landkreis Mansfeld-Südharz in Sachsen-Anhalt. Sie gehört zur Kirchengemeinde Wippra im Pfarrbereich Wippra –  Kirchenkreis Eisleben-Sömmerda der Evangelischen Kirche in Mitteldeutschland.

## Geschichte
Die Hauptsehenswürdigkeit Braunschwendes ist die nach Plänen des königlich-preußischen Landbaumeisters Johann Christian Huth aus Halberstadt durch die Gebrüder Stauch aus Lutherstadt Eisleben anstelle eines abgebrannten Vorgängerneubaus errichtete Kirche St. Maria Magdalena. Die Kirchenweihe fand im Jahre 1787 statt.

### Vor der Reformation
Braunschwende war ein katholisches Pfarrkirchdorf innerhalb der Grafschaft Wippra und gelangte nach deren Auslösung an das Amt Rammelburg der Grafschaft Mansfeld. Die Namenspatronin der Kirche war Maria Magdalena. Nach der in den 1530er Jahren erfolgten Reformation wurde das Namenspatrozinium nicht mehr verwendet und erst im ausgehenden 20. Jahrhundert wiederbelebt.

### Vorgängerbau

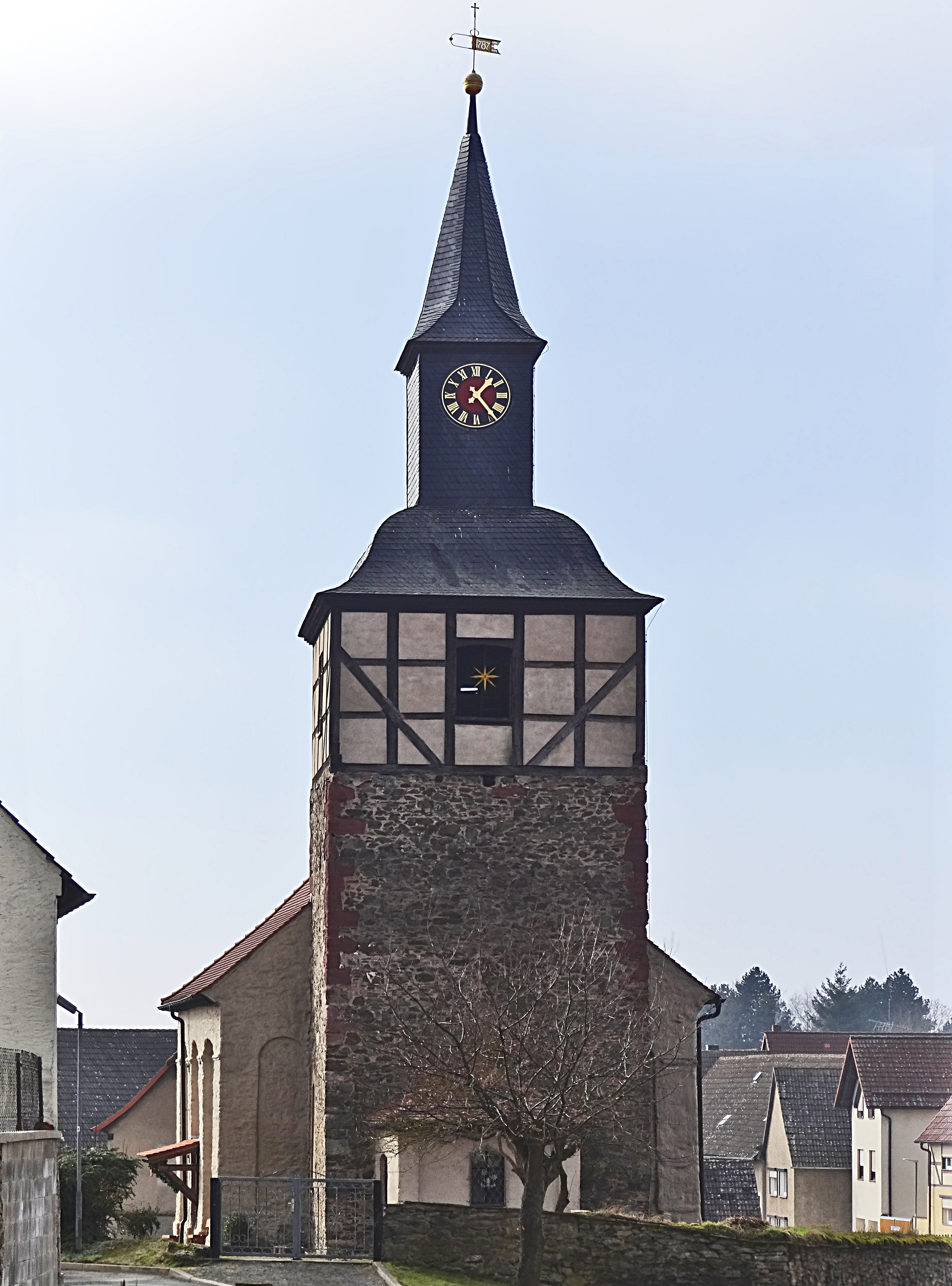
Ansicht von Osten

Aufgrund von hohem Alter und Baufälligkeit war die aus dem Mittelalter stammende Kirche St. Maria Magdalena in Braunschwende dem Einsturz nahe. Im Abstimmung mit dem Amt Rammelburg und dem Braunschwender und Wippraer Pfarrer Magister Johann Gotthard Rhäsa schloss das gräflich-mansfeldische Konsistorium Eisleben am 20. September 1777 mit dem fürstlich-anhalt-bernburgischen Bauinspektor Johann George Stauch einen Vertrag über den Neubau einer Kirche in Braunschwende. Die auf der Homepage der Stadt Mansfeld geäußerte Vermutung, dass die jetzige Kirche im 14. bzw. im 15. Jahrhundert erbaut wurde, kann nicht bestätigt. Einen Tag nach dem Osterfest 1778 wurde mit dem vollständigen Abbruch der alten Kirche in Braunschwende begonnen, um sie von Grund aus neu auf bauen zu lassen. Der Rohbau der neuen Kirche in Braunschwende war am Heiligabend 1778 fertiggestellt, so wie es im Vertrag mit dem Bernburger Bauinspektor Stauch festgelegt worden war. Als Baumaterial hatte u. a. Eichen- und Tannenholz gedient, die Mauerarbeiten übernahmen zwei Maurermeister aus Harzgerode und Sangerhausen.

### Erster Neubau
Die Abnahme des Kirchenbaus erfolgte im Frühjahr 1780 durch Dr. Johann Gottlob Benjamin Pfeil, Amtmann aus Rammelburg, dem Superintendenten Johann Andreas Müller aus Eisleben und dem vormaligen königlich-preußischen Landbaumeister Büring. Doch der Pfarrer Rhäse weigerte sich, die restlichen 150 Taler dem Bauinspektor Stauch, mit dem er sich überworfen hatte, vertragsgemäß auszuzahlen. Nur wenige Tage konnte sich der Pfarrer an seiner neuen Kirche erfreuen, denn eine Feuersbrunst vernichtete am 14. September 1780 das halbe Dorf Braunschwende, darunter auch die neuerbaute Kirche und die Dorfschule. Durch die Hitze war auch der Kirchturm eingestürzt, lediglich die Außenmauern des Kirchenschiffes standen noch. Aufgrund eines errichteten Notdaches konnte in den folgenden Monaten der Gottesdienst notdürftig in der Kirchenruine abgehalten werden.

### Zweiter Neubau
Ein Neubau machte sich erforderlich. Der Bauinspektor Stauch stand nicht mehr zur Verfügung, da er inzwischen zum Landbaumeister am Hof in Köthen (Anhalt) berufen worden war und ihm Pfarrer und Kirchgemeinde von Braunschwende noch 150 Taler schuldeten. Aufgrund von Mitleid mit den Abgebrannten erließ er ihnen 50 Taler dieser Schuld.
1784 lieferte der Landbaumeister Johann Christian Huth aus Halberstadt Risse für den Neubau der Kirche mit dem Turm an der Ostseite des Gebäudes und unter Einbeziehung der alten Kirchenmauern. Die Bauausführung lag in den Händen der Gebrüder Stauch aus Eisleben. Am 7. Januar 1787 konnte die Weihe der neuen Kirchen stattfinden.

### Innenausstattung

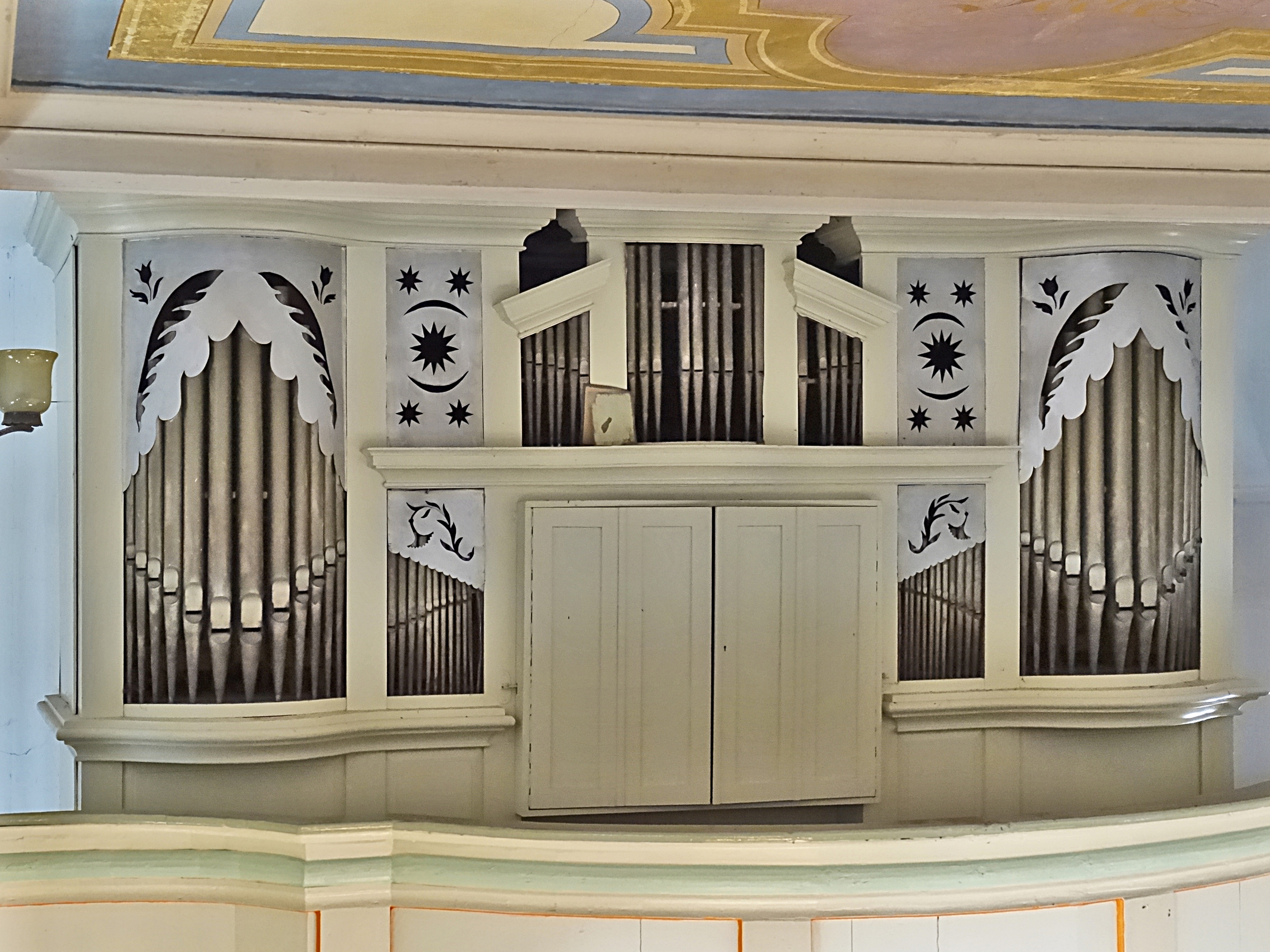
Die Orgel

Während Altar und Kanzel des Neubaus von 1778/80 von Johann George Stauch stammten und 1780 ein Opfer des Brandes wurden, stammt die Innenausstattung der heutigen Kirche aus der 1. Hälfte des 19. Jahrhunderts.
Die Orgel mit 10 Registern, verteilt auf ein Manual und Pedal, wurde 1800 von Johann Andreas Scheidler aus Bennungen gebaut.

### Kirchengeläut
Die Kirchenglocke wurde in den 1790er Jahren angeschafft, da die alte Glocke beim Brand von 1780 geschmolzen war.

## Denkmalschutz
Die Kirche St. Maria Magdalena ist in der Liste der Kulturdenkmale in Mansfeld unter der Erfassungsnummer 094 65313 als Kulturdenkmale der Gemeinde Mansfeld im Denkmalverzeichnis des Landes Sachsen-Anhalt erfasst, das auf Basis des Denkmalschutzgesetzes des Landes Sachsen-Anhalt vom 21. Oktober 1991 durch das Landesamt für Denkmalpflege und Archäologie Sachsen-Anhalt erstellt und seither laufend ergänzt wird.